# Matia Bazar
Matia Bazar ist eine italienische Pop-Gruppe aus Genua. Sie ist in wechselnder Besetzung seit 1975 aktiv.

## Geschichte
Die Gruppe entstand 1975 in Genua. Gründungsmitglieder waren Piero Cassano, Aldo Stellita und Carlo Marrale (alle drei ehemalige Mitglieder der Musikgruppe J.E.T.), Giancarlo Golzi und die Sängerin Antonella Ruggiero. Matia war der Künstlername, mit dem Ruggiero 1974 ihre Musikkarriere begonnen hatte. Die Debütsingle der Gruppe war Stasera che sera, gefolgt von Per un’ora d’amore und dem ersten Album Matia Bazar 1 (1976). Die Teilnahme der Gruppe am Sanremo-Festival 1977 mit Ma perché war zwar nicht von Erfolg gekrönt, das Lied wurde aber ein Verkaufserfolg. Noch im selben Jahr gelang Matia Bazar mit Solo tu ein Nummer-eins-Erfolg. Auf dieser Erfolgswelle gewann sie anschließend das Sanremo-Festival 1978 mit dem Titel …e dirsi ciao, der ebenfalls ein Nummer-eins-Hit wurde.
Es folgten Erfolgstitel wie Tu semplicità oder C’è tutto un mondo intorno. Mit Raggio di luna vertrat die Gruppe Italien beim Eurovision Song Contest 1979 und belegte Platz 15 von 19 Teilnehmern. Piero Cassano verließ die Gruppe im Jahr 1981. Sein Ersatz war Mauro Sabbione, der mit seinem Keyboard und seinen Kompositionen (wie Palestina) die elektronische Experimentierphase der Gruppe charakterisierte. An seine Stelle trat allerdings schon 1985 Sergio Cossu. 1983 gewann Matia Bazar mit dem späteren Nummer-eins-Hit Vacanze romane beim Sanremo-Festival den Kritikerpreis, 1985 erneut mit Souvenir. Von 1985 ist auch ihr international bekanntestes Lied Ti sento, das es im September 1986 in der deutschen Hitparade bis auf Platz elf schaffte.
1989 verließ Antonella Ruggiero die Gruppe. Ihre Nachfolgerin wurde Laura Valente. Mit ihr nahm die Gruppe weitere zwei Mal am Sanremo-Festival teil, mit Piccoli giganti 1992 und mit Dedicato a te 1993. 1994 verließ auch Carlo Marrale die Gruppe, um eine Solokarriere zu verfolgen. Zum 20-jährigen Bestehen veröffentlichten Matia Bazar 1995 Radiomatia, gefolgt 1997 von Benvenuti a Sausalito. 1998 starb der Bassist Aldo Stellita. Der Schlagzeuger Giancarlo Golzi, nunmehr das einzige verblieben Gründungsmitglied, holte daraufhin Piero Cassano zurück. Neu hinzu kamen außerdem Fabio Perversi und die Sängerin Silvia Mezzanotte, als Nachfolgerin von Laura Valente. In dieser Formation kehrte die Gruppe nach Sanremo zurück: 2000 erreichte sie mit Brivido caldo Platz acht, 2001 mit Questa nostra grande storia d’amore Platz drei und schließlich gelang ihr 2002 mit Messaggio d’amore der zweite Sieg.
Im Jahr 2005 präsentierte sich die Gruppe in Sanremo erneut mit einer neuen Sängerin, Roberta Faccani, und dem Lied Grido d’amore. Zwischen 2007 und 2008 veröffentlichte sie das zweiteilige Coveralbum One1 Two2 Three3 Four4. 2010 kehrte Sängerin Silvia Mezzanotte zurück. Das Album Conseguenza logica erschien 2011 und wurde 2012, nach einer erneuten Sanremo-Teilnahme mit Sei tu, neu aufgelegt. 2015 ging die Gruppe auf Jubiläumstour anlässlich ihres 40-jährigen Bestehens. Im Sommer des Jahres verstarb jedoch überraschend das Gründungsmitglied Giancarlo Golzi. Im Februar 2016 verließ die Sängerin Mezzanotte die Band erneut, gefolgt 2017 von Piero Cassano. Nun angeführt von Fabio Perversi stellte sich die Gruppe mit der Sängerin Luna Dragonieri, der Schlagzeugerin Fiamma Cardani, der Bassistin Paola Zadra und dem Gitarristen Piero Marras völlig neu auf. Die erste Veröffentlichung in der neuen Besetzung war die Single Verso il punto più alto (2018).
Die aktuelle Sängerin Luna Dragonieri offenbarte 2023 im Rahmen eines Auftritts in Feltria in Norditalien, dass Piero Cassano im Hintergrund weiterhin die volle Kontrolle über die Band habe.

## Diskografie

### Studioalben
| Jahr | Titel Musiklabel                        | Höchstplatzierung, Gesamtwochen, AuszeichnungChartsChartplatzierungen (Jahr, Titel, Musiklabel, Platzierungen, Wochen, Auszeichnungen, Anmerkungen) | Anmerkungen |
| Jahr | Titel Musiklabel                        | IT | Anmerkungen |
| ---- | --------------------------------------- | --- | ----------- |
| 1977 | Gran Bazar Ariston                      | IT8 (20 Wo.)IT |             |
| 1978 | Semplicità Ariston                      | IT17 (12 Wo.)IT |             |
| 1979 | Tournée Ariston                         | IT14 (18 Wo.)IT |             |
| 1980 | Il tempo del sole Ariston               | IT18 (10 Wo.)IT |             |
| 1983 | Tango Ariston                           | IT3 (14 Wo.)IT |             |
| 1985 | Melanchólia Ariston                     | IT21 (5 Wo.)IT |             |
| 1987 | Melò CGD                                | IT23 (5 Wo.)IT |             |
| 1989 | Red Corner CGD                          | IT19 (3 Wo.)IT |             |
| 2000 | Brivido caldo Columbia                  | IT56 (3 Wo.)IT |             |
| 2001 | Dolce canto Columbia                    | IT48 (5 Wo.)IT |             |
| 2005 | Profili svelati Sony                    | IT57 (1 Wo.)IT |             |
| 2007 | One1 Two2 Three3 Four4 Universal        | IT29 (10 Wo.)IT |             |
| 2008 | One1 Two2 Three3 Four4 Vol. 2 Universal | IT36 (2 Wo.)IT |             |
| 2011 | Conseguenza logica Universal            | IT62 (4 Wo.)IT |             |

Weitere Alben
- 1976: Matia Bazar 1 (Ariston)
- 1981: Berlino, Parigi, Londra (Ariston)
- 1984: Aristocratica (Ariston)
- 1991: Anime pigre (DDD)
- 1993: Dove le canzoni si avverano (DDD)
- 1995: Radiomatia (Polydor)
- 1997: Benvenuti a Sausalito (Polydor)

### Livealben
| Jahr | Titel                  | Höchstplatzierung, Gesamtwochen, AuszeichnungChartsChartplatzierungen (Jahr, Titel, Platzierungen, Wochen, Auszeichnungen, Anmerkungen) | Anmerkungen |
| Jahr | Titel                  | IT | Anmerkungen |
| ---- | ---------------------- | --- | ----------- |
| 2002 | Messaggi dal vivo Sony | IT10 (16 Wo.)IT |             |

Weitere Livealben
- 1981: Live@RTSI – 20 maggio 1981 (Sony)
- 2015: Matia Bazar 40th Anniversary Celebration (Universal)

### Kompilationen (Auswahl)
| Jahr | Titel                                               | Höchstplatzierung, Gesamtwochen, AuszeichnungChartsChartplatzierungen (Jahr, Titel, Platzierungen, Wochen, Auszeichnungen, Anmerkungen) | Anmerkungen |
| Jahr | Titel                                               | IT | Anmerkungen |
| ---- | --------------------------------------------------- | --- | ----------- |
| 1977 | L’oro dei Matia Bazar Ariston                       | IT4 (24 Wo.)IT |             |
| 1992 | Tutto il mondo dei Matia Bazar Virgin / Fonit Cetra | IT19 (4 Wo.)IT |             |
| 1996 | Tutto il meglio Virgin                              | IT21 (4 Wo.)IT |             |
| 1998 | Souvenir. The Very Best of Matia Bazar Virgin       | IT39 (3 Wo.)IT |             |

### Singles (Auswahl)
| Jahr | Titel Album                                     | Höchstplatzierung, Gesamtwochen, AuszeichnungChartplatzierungen (Jahr, Titel, Album, Platzierungen, Wochen, Auszeichnungen, Anmerkungen) | Höchstplatzierung, Gesamtwochen, AuszeichnungChartplatzierungen (Jahr, Titel, Album, Platzierungen, Wochen, Auszeichnungen, Anmerkungen) | Höchstplatzierung, Gesamtwochen, AuszeichnungChartplatzierungen (Jahr, Titel, Album, Platzierungen, Wochen, Auszeichnungen, Anmerkungen) | Anmerkungen                                                                              |
| Jahr | Titel Album                                     | IT | DE | NL | Anmerkungen                                                                              |
| ---- | ----------------------------------------------- | --- | --- | --- | ---------------------------------------------------------------------------------------- |
| 1975 | Stasera… che sera! Matia Bazar 1                | IT17 (8 Wo.)IT | — | — | AR 00669 B-Seite: Io, Matia                                                              |
| 1976 | Per un’ora d’amore Matia Bazar 1                | IT20 (2 Wo.)IT | — | — | AR 00720 B-Seite: Cavallo bianco                                                         |
| 1976 | Cavallo bianco Matia Bazar 1                    | IT25 (1 Wo.)IT | — | — | AR 00720 A-Seite: Per un’ora d’amore                                                     |
| 1976 | Che male fa Gran Bazar                          | IT17 (11 Wo.)IT | — | — | AR 00754 B-Seite: Un domani sempre pieno di te                                           |
| 1977 | Ma perché Gran Bazar                            | IT7 (13 Wo.)IT | — | — | AR 00772 B-Seite: Se…                                                                    |
| 1977 | Solo tu L’oro dei Matia Bazar                   | IT1 (23 Wo.)IT | — | — | AR 00793 B-Seite: Per un minuto e poi…                                                   |
| 1978 | …e dirsi ciao –                                 | IT1 (12 Wo.)IT | — | — | AR 00823 B-Seite: Ma che giornata strana                                                 |
| 1978 | Mister Mandarino –                              | IT13 (13 Wo.)IT | — | — | AR 00819 B-Seite: Limericks 2006 Platz 43 (2 Wochen) in den italienischen Downloadcharts |
| 1978 | Tu semplicità Semplicità                        | IT9 (18 Wo.)IT | — | — | AR 00838 B-Seite: È così                                                                 |
| 1979 | Raggio di luna Semplicità                       | IT18 (14 Wo.)IT | — | — | AR 00853 B-Seite: Però che bello                                                         |
| 1979 | C’è tutto un mondo intorno Tournée              | IT6 (29 Wo.)IT | — | — | AR 00875 B-Seite: Per amare cosa vuoi                                                    |
| 1980 | Italian sinfonia Il tempo del sole              | IT15 (11 Wo.)IT | — | — | AR 00897 B-Seite: Non mi fermare                                                         |
| 1980 | Il tempo del sole                               | IT21 (6 Wo.)IT | — | — | AR 00905 B-Seite: Mio bel Pierrot                                                        |
| 1982 | Fantasia Berlino, Parigi, Londra                | IT25 (1 Wo.)IT | — | — | AR 00923 B-Seite: Io ti voglio adesso                                                    |
| 1983 | Vacanze romane Tango                            | IT1 Gold (2024) · (19 Wo.)IT | — | — | AR 00943 B-Seite: Palestina                                                              |
| 1985 | Souvenir Melanchólia                            | IT8 (9 Wo.)IT | — | — | AR 00963 B-Seite: Sulla scia                                                             |
| 1985 | Ti sento Melanchólia                            | IT2 Platin (2024) · (19 Wo.)IT | DE11 (15 Wo.)DE | NL2 (11 Wo.)NL | AR 00969 B-Seite: Fiumi di parole                                                        |
| 1987 | Noi Melò                                        | IT23 (2 Wo.)IT | — | — | CGD 10740 B-Seite: Ai confini della realtà                                               |
| 1988 | La prima stella della sera 10 grandi successi   | IT23 (3 Wo.)IT | — | — | CGD 10790 B-Seite: Mi manchi ancora                                                      |
| 1989 | Stringimi Red Corner                            | IT25 (1 Wo.)IT | — | — | CGD 10840 B-Seite: Il mare                                                               |
| 2000 | Brivido caldo                                   | IT25 (3 Wo.)IT | — | — | COL 6 69025 1 B-Seite: Un giorno d’aprile                                                |
| 2001 | Questa nostra grande storia d’amore Dolce canto | IT41 (2 Wo.)IT | — | — | COL 6 70847 1 B-Seite: Via da me                                                         |
| 2002 | Messaggio d’amore Messaggi dal vivo             | IT16 (7 Wo.)IT | — | — | BZR 6 72472 1                                                                            |
| 2005 | Grido d’amore Profili svelati                   | IT12 (8 Wo.)IT | — | — | BZR 6 75764 2                                                                            |
| 2012 | Sei tu Conseguenza logica (Sanremo Edition)     | IT46 (2 Wo.)IT | — | — |                                                                                          |